# Ensuès-la-Redonne
Ensuès-la-Redonne – miejscowość i gmina we Francji, w regionie Prowansja-Alpy-Lazurowe Wybrzeże, w departamencie Delta Rodanu.
Według danych na rok 1990 gminę zamieszkiwało 3029 osób, a gęstość zaludnienia wynosiła 117 osób/km² (wśród 963 gmin regionu Prowansja-Alpy-W. Lazurowe Ensuès-la-Redonne plasuje się na 200. miejscu pod względem liczby ludności, natomiast pod względem powierzchni na miejscu 393.).